# 朱培德
朱培德（1889年（光緒十五年）10月6日—1937年2月17日），字益之，雲南祿豐人，國民革命軍一級上將，歷任廣州警備司令、國民革命軍第三軍軍長、江西省主席（1927年2月）、參謀總長、国民党第五届中央执行委员、中央政治委员会委员等職。1937年2月17日因医疗事故去世。

## 經歷

### 早年

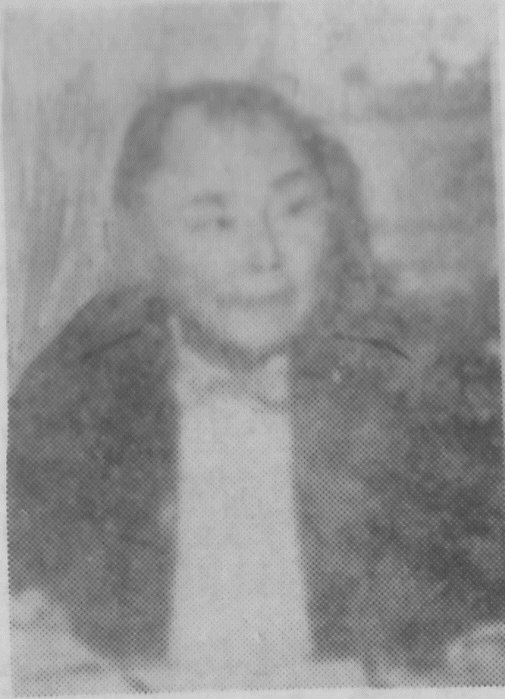
朱培德

其先祖朱化孚为明代湖广按察使，其父朱秉堃系清代举人，出任广通（今属禄丰县）猴盐井山长时，携全家同往。雲南昆明講武堂第一期畢業，与后来成为中华人民共和国元帅的朱德是同期同学，两人就读期间因成绩优异并称为“模范二朱”，曾參加雲南辛亥。1917年率部加入孫中山領導之護法戰爭，成為廣東方面之主要武力之一:171。

### 中年

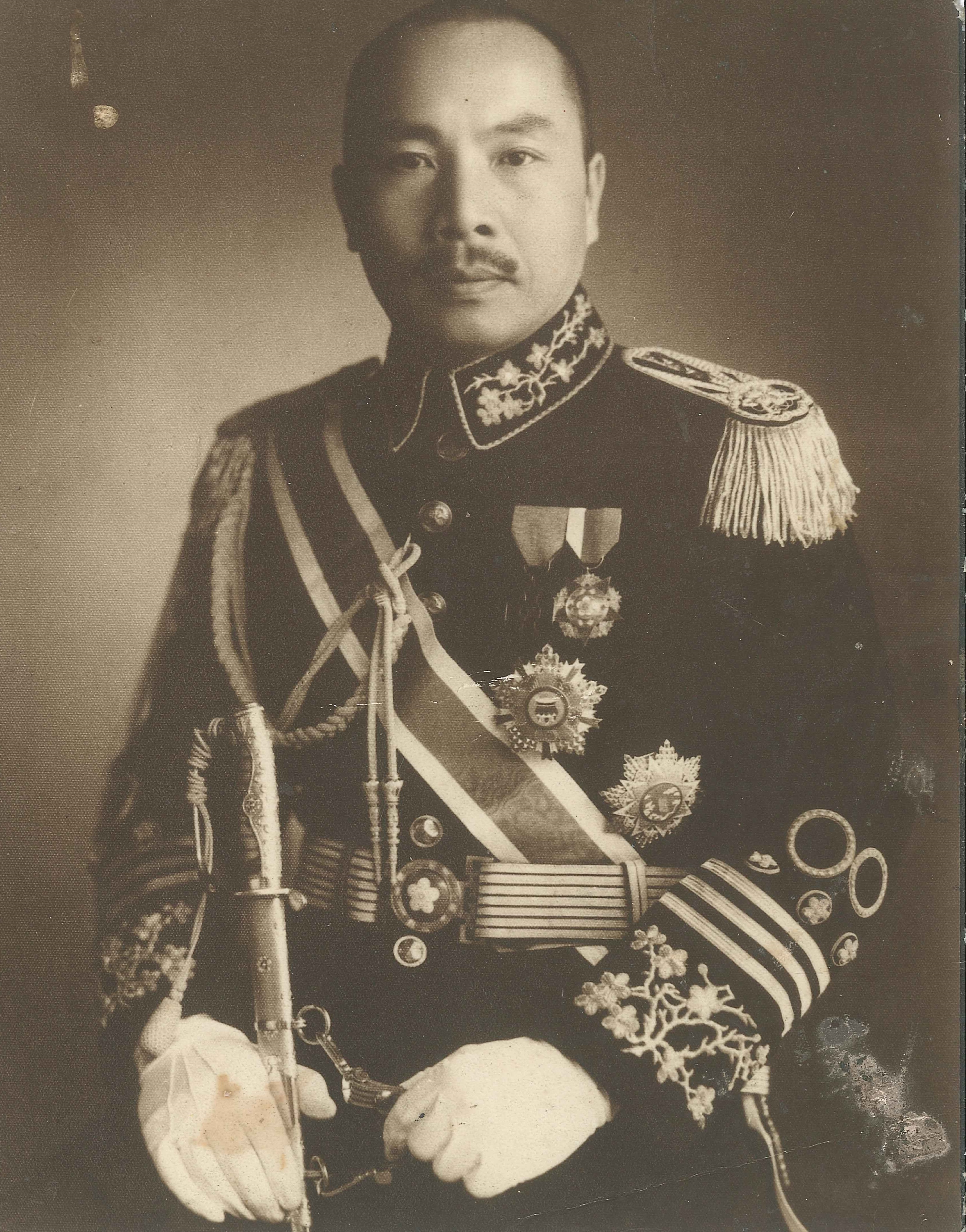
著一级上将大礼服的朱培德上将

1925年7月國民政府成立後，所部改編為國民革命軍第三軍，任軍長:171。10月1日，陳炯明派人遊說朱培德加入其陣營，並表示陳與熊克武早有約定，只待其同意；朱大怒，下令將來人拘捕，並報告國民政府:171。政府方面得知後，經查證又發現新證據，覺得事機危迫，立即於10月3日將熊克武扣押，是為「熊克武事件」:171。蔣與朱培德於10月5日換訂蘭譜，結為兄弟:171。
國民革命軍北伐期間，曾出任江西省政府主席:171。1927年4月，任命朱德为南昌市公安局长。1927年7月底上庐山疗养，委托朱德负责南昌事宜，客观上为八一南昌起义提供了条件。据朱德1959年自述，南昌起义后有人曾作一副对联上联“朱培德培朱德无德”，指责他辜负朱培德的同窗情谊及提拔任用。
全國統一後，曾任國民政府委員、參謀本部參謀總長、軍事委員會辦公廳主任、訓練總監部訓練總監等職:171。蔣亦頗為信任朱培德，自1932年3月起，請其擔任軍事委員會辦公廳主任，協助處理會內日常事務，並參與中國抗日戰爭之準備工作，是蔣軍事上倚重之幕僚:172。朱属于较温和的反共派，在反对共产党的同时，也没有采取太多的暴力手段，曾“礼送”红军指挥官方志敏离开其控制区。1935年4月，國民政府特任陸軍一級上將:171。
1937年1月1日，蔣介石在南京召見軍事委員會辦公廳主任朱培德、重慶行營主任顧祝同、江西省政府主席熊式輝、甘肅綏靖公署主任朱紹良、參謀本部廳長林蔚等會商，決定「以政治為主、軍事為從方略，以解決西北問題」，並令顧祝同駐節潼關，指揮陝、甘軍事:5327。

## 逝世
1937年2月7日朱培德在南京在鼓楼医院住院治疗。2月15日国民党召开五届三中全会，朱培德带病出席会议，与会期间注射德国进口的抗贫血药剂。因風寒注射針劑，引發敗血病，於2月17日凌晨6時入住南京鼓楼医院醫治，至晚上10時病情急劇惡化，延至11時20分病逝:172。2月17日，中國國民黨中央執行委員、中央政治委員會委員、軍事委員會辦公廳主任朱培德上將病逝:5368。2月18日蔣親往弔唁；2月19日赴停靈之仁孝殯儀館視察治喪相關事務；2月20日朱培德遺體大殮，蔣親臨主祭:173。2月21日，朱培德靈柩移往毘盧寺，親往迎靈，並主持安靈禮:173。
3月3日，國民政府明令褒揚軍事委員會常務委員朱培德，特予國葬:5384。

### 引用
1. ↑  郭廷以 (编). . 台北: 中央研究院近代史研究所. 1979. 甲、中央政治會議決議任蔣中正為特級上將，閻錫山、馮玉祥、張學良、何應欽、李宗仁、朱培德、唐生智、陳濟棠為一級上將。
2. 1 2 3 4 5 6 7 8 9 10 11 12  呂芳上策劃，王奇生、汪朝光、邵銘煌、林桶法、金以林、黃道炫、楊維真、劉維開、羅敏著. . 台北市: 時報文化. 2011-03-18.
3. ↑  .   [2016-06-04]. （原始内容存档于2016-06-30）.
4. 1 2 3  李新總主編，中國社會科學院近代史研究所中華民國史研究室，韓信夫、姜克夫主編 (编). . 北京: 中華書局. 2011. ISBN 9787101079982.